# Ferdo Vesel
Ferdo Vesel, slovenski slikar, * 18. maj 1861, Ljubljana, † 28. julij 1946, Ljubljana.
Veselova likovna dela so razpeta med realističnim in impresionističnim slogom. Ukvarjal se je s krajinarstvom, portretiranjem in folklornim žanrom. Njegov učenec je bil tudi slikar Josip Potočnik. Od leta 1902 je živel čudaško življenje v kraju Grumlof (Dvorec Grundelj) pri Šentpavlu na Dolenjskem, kjer je umetniško stagniral.
Po njem se imenuje Osnovna šola Ferda Vesela Šentvid pri Stični.